# 새끼 고양이

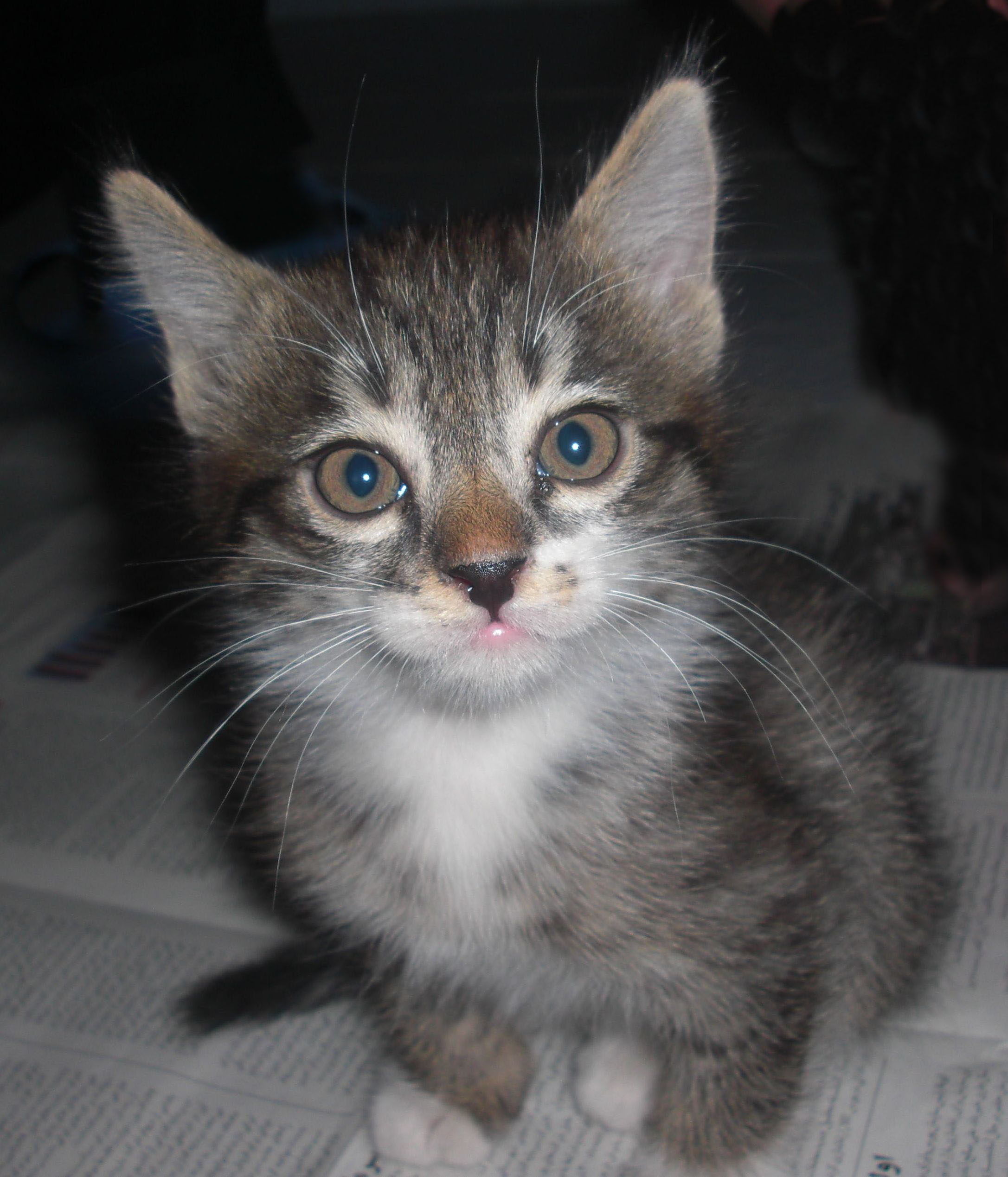
생후 6주의 고양이

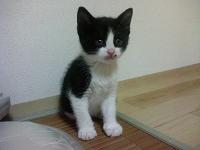
생후 8주의 고양이

새끼 고양이 또는 자묘(子猫), 묘아(猫兒)는 고양이의 새끼로 포유동물이다. 성장이 진행 중인 고양이다.

## 출생과 성장
한 배(litter)의 새끼 고양이는 보통 5마리다. 수정한 지 64~67일 지나서 태어나고 평균 66일이다. 그들은 양막이라 불리는 일종의 주머니 속에 들어 있어서 태어날 때 어미 고양이가 양막을 씹어서 먹어치운다. 처음 몇 주 동안 새끼 고양이는 어미가 자극하지 않으면 대소변을 볼 수 없다. 또한 3주 동안은 체온을 조절할 수 없어서, 태어날 때 체온이 27도 이하인 새끼 고양이들은 어미가 체온으로 덥히지 않으면 죽을 수 있다.

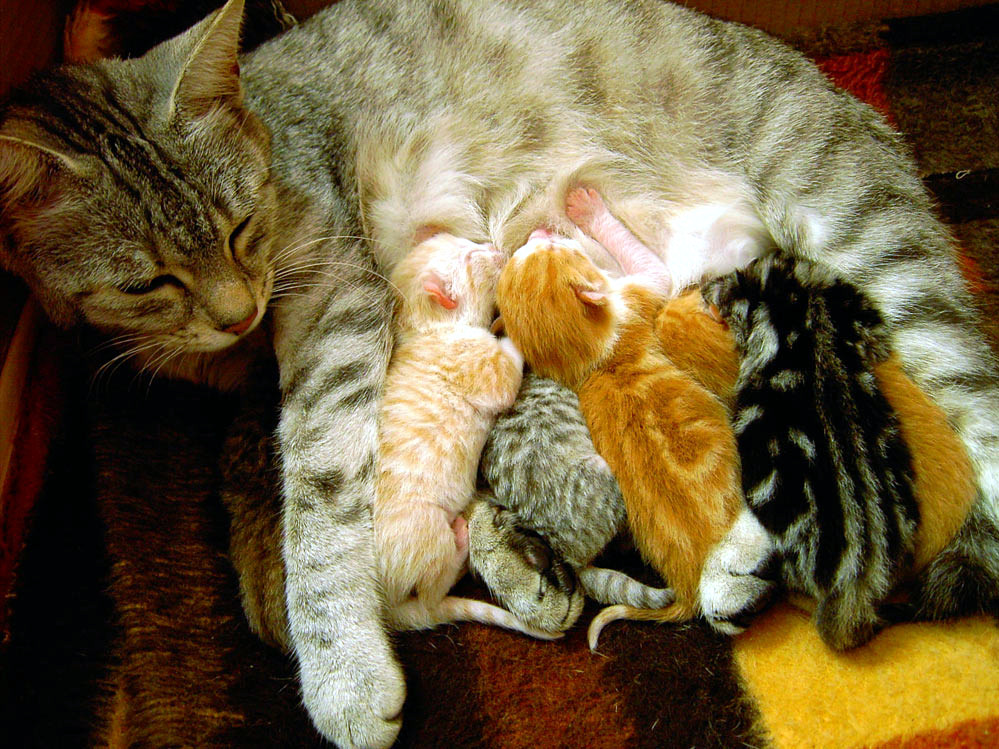
어미 고양이가 어린 고양이에게 젖을 먹이고 있다.

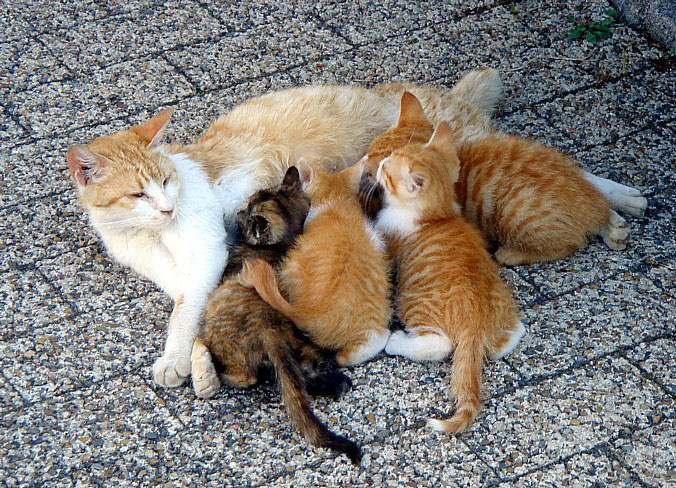
한 배의 새끼들을 어미가 돌보고 있다.

어미의 젖은 그들의 영양과 알맞은 성장에 매우 중요하다. 이 젖은 그들에게 항체를 전달해서 전염병으로부터 보호해 준다. 갓난 고양이는 농축된 오줌을 만들지 못하므로 수분 요구량이 대단히 높다. 새끼들은 태어난 지 7일에서 10일 사이에 눈을 뜬다. 처음에 망막이 제대로 발달되지 않아서 시력은 형편없다. 10주가 되기까지 다 큰 고양이만큼 볼 수 없다. 그들은 2주에서 7주 사이 매우 빨리 자란다. 그들의 민첩성과 힘이 좋아지고 형제들과 장난치고 보금자리 밖 세계를 탐험하기 시작한다.

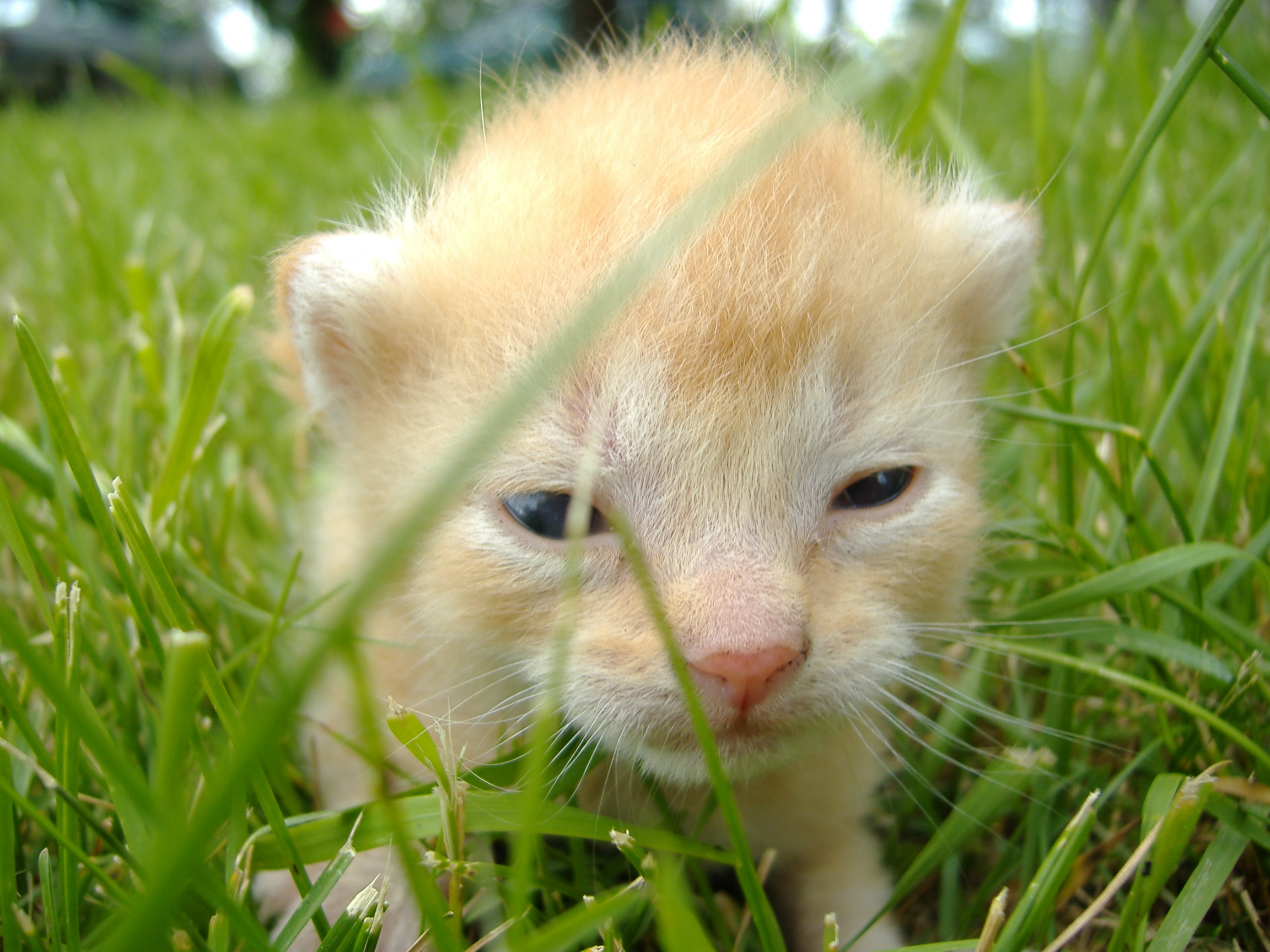
어떤 고양이는 태어나자마자 눈을 뜬다.

그들은 스스로와 다른 고양이들을 씻는 법을 배우고 사냥놀이와 숨바꼭질을 즐겨서 포식자의 천성을 보여준다. 이들의 타고난 기술은 어미나 다른 어른 고양이가 살아있는 먹이를 보금자리에 가져다주면서 발달시킨다. 그 뒤에 어른 고양이들이 사냥 기술을 시범하여 새끼들이 흉내 내도록 한다.
태어난 지 3, 4주에 이르면 그들은 점차 젖을 떼고 고형식을 먹기 시작한다. 젖을 떼는 것은 6주에서 8주 사이에 끝난다. 그들은 젖을 뗀 후 주로 고형식으로 살지만 어미와 떨어지기 전까지 때때로 젖을 빤다. 일부 어미는 이르면 3개월부터 새끼들을 떼어놓지만 다른 어미들은 성적으로 성숙해질 때까지 계속 돌보기도 한다.

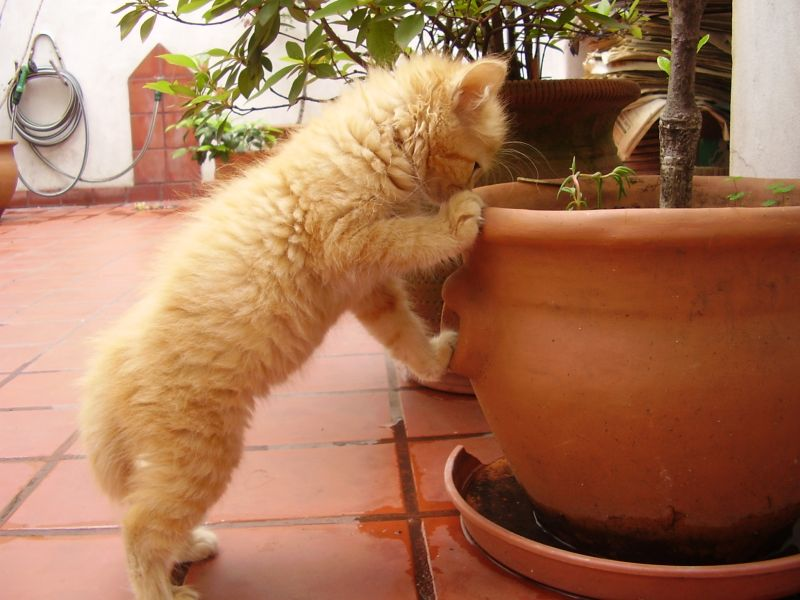
호기심 많은 새끼 고양이

새끼의 성별은 보통 6주에서 8주면 쉽게 구별할 수 있다. 수컷의 소변 구멍은 둥근 반면, 암컷은 길게 째진 것 같다. 다른 식별점은 항문과의 거리인데 수컷에서 더욱 멀다. 새끼들은 매우 사회적이라서 깨어 있는 시간 대부분을 주위의 동물들과 상호 작용하고 장난을 친다. 다른 새끼들과의 놀이는 태어난 지 3, 4개월 만에 최고조에 달하고 이후에 단독 사냥과 숨바꼭질이 절정이 달하는 데 5개월 무렵이다.
새끼들은 쉽게 공격을 받는데 보통 숨을 때 어두운 데로 달아나서다. 그런 행동은 주의 깊게 살피지 않는다면 때때로 치명적이다. 어린 집고양이들이 보통 6주에서 8주에 새 집으로 보내지지만 6주에서 12주 사에는 어미와 형제들과 지내는 게 사회성과 행동 발달에 좋다고 권한다. 고양이를 사육하는 사람들은 12주가 안 된 새끼들은 보통 팔지 않으며 여러 법령에서 8주가 안 된 새끼들을 주는 건 불법이다.

## 새끼 집고양이 돌보기
대부분의 수의사는 태어난지 2, 3개월이 되면 일반 질환 백신을 맞히는 것을 권장한다. 혼합 백신은 고양이 바이러스성 비기관염(FVR), 고양이 칼리시 바이러스(C), 고양이 범백혈구 감소증(P)을 예방하여 FVRCP로 불린다. 8주와 12주에 접종하고 16주에 광견병 예방 접종을 한다.
고양이들은 대략 7개월에 중성화한다. 많은 수의사는 7주의 어린 고양이라도 대략 1kg에 달하면 중성화한다. 이 시술은 동물보호소에서 특히 일반적이다. 이런 조기 중성화가 어떠한 장기적 건강상 위험도 초래하지 않는 것으로 보이고 수컷에게는 더욱 좋은 것으로도 보인다. 태어난 지 4주가 될 무렵엔 회충 구제를 해야 한다.
새끼 고양이는 성묘보다 더욱 고단백의 높은 칼로리 식사가 필요하다. 젖을 떼고 생후 1년까지 새끼 고양이용 특별 사료를 먹여야 한다. 어미가 없는 새끼 고양이로서 고형식을 먹기엔 너무 어릴 경우, 2시간에서 4시간마다 고양이 젖 대체품을 먹여야 한다. 일반 우유는 필수 영양소를 구비하지 못해서 먹이지 말아야 한다.
고양이는 보통 설탕을 받아들이지 못하므로 설탕이나 젖당이 모두 소화가 안 돼서 묽은 변이나 설사를 초래한다. 어미가 없는 새끼 고양이로서 대소변을 못 보면 따뜻하고 젖은 행주 같은 것으로 꼬리가 시작되는 척추의 기저 부위를 매번 식사 후마다 문질러서 자극해 주어야 한다. 이것은 새끼 고양이의 생존에 결정적이다.
사람 손으로 키운 새끼 고양이는 매우 애정이 깊고, 다 자라서도 사람에게(사람 손에 자라지 않은 경우에 비해) 더욱 의존적이지만, 성질이 변덕스럽고 공격적일 수도 있다. 새끼 고양이가 설사하면 수의사에게 보이는 게 가장 좋다. 어린 고양이는 6-8주에 구충하고 2주 뒤 다시 구충해야 할 수도 있다.

## 같이 보기
반려동물
- 고양이
  - 새끼 고양이
- 개
  - 강아지
- 닭
  - 병아리
- 햄스터
- 토끼